# Хужирское муниципальное образование
Хужирское муниципальное образование (бур. Хужарай hомон) — сельское поселение (с 2014 года) в Ольхонском районе Иркутской области России.
Административный центр — посёлок Хужир.
Включает территорию острова Ольхон. В июне 2014 года статус Хужирского МО был изменён с городского поселения на сельское.

## Население
По результатам переписи 2020 года в 9 сельских населенных пунктах Хужирского МО проживали 1 921 человек.
| 2010  | 2011  | 2012  | 2013  | 2014  | 2015  | 2016  |
| ----- | ----- | ----- | ----- | ----- | ----- | ----- |
| 1567  | ↗1568 | ↗1617 | ↗1649 | ↗1668 | ↘1646 | ↗1651 |
| 2017  |       |       |       |       |       |       |
| ↗1682 |       |       |       |       |       |       |

## Населённые пункты
В состав муниципального образования входят 9 населённых пунктов.
| № | Населённый пункт | Тип населённого пункта | Население |
| - | ---------------- | ---------------------- | --------- |
| 1 | Малый Хужир      | деревня                | ↗63       |
| 2 | Песчаная         | посёлок                | ↗11       |
| 3 | Узуры            | посёлок                | →9        |
| 4 | Усык             | заимка                 | ↘2        |
| 5 | Хадай            | деревня                | ↘0        |
| 6 | Халгай           | деревня                | ↘41       |
| 7 | Харанцы          | деревня                | ↘96       |
| 8 | Хужир            | посёлок                | ↗1350     |
| 9 | Ялга             | деревня                | →90       |